# Waldlust (Berg)
Waldlust ist ein Gemeindeteil der Gemeinde Berg im Landkreis Hof (Oberfranken, Bayern).

## Lage
Die Einöde Waldlust liegt in einem Bergtal an der Staatsstraße 2192 südlich des Gemeindeteils Tiefengrün mitten im Frankenwald unweit der thüringischen Stadt Hirschberg und Venzka. Der nächste Nachbarort ist Lamitz.